# Liestal
Liestal (gsw. Lieschdl; hist. Lihstal) – gmina miejska (niem. Einwohnergemeinde) w północnej Szwajcarii, stolica kantonu Bazylea-Okręg oraz siedziba administracyjna okręgu Liestal. Jest położona ok. 17 km na południe od Bazylei. 31 grudnia 2020 populacja gminy wynosiła 14 769 osób. Mieści się tutaj lokalne studio stacji telewizyjnej Telebasel, stacja kolejowa Liestal.

## Współpraca
Miejscowości partnerskie:
- Onex, Genewa
- Sacramento, Stany Zjednoczone
- Waldkirch, Niemcy